# Fermín Cacho
Fermín Cacho Ruiz (Ágreda, 16 februari 1969) is een voormalige Spaanse middellangeafstandsloper, die was gespecialiseerd in de 1500 m. Hij nam tweemaal deel aan de Olympische Spelen en werd op de 1500 m olympisch kampioen (1992), Europees kampioen (1994) en meervoudig Spaans kampioen. Tevens was hij sinds 1997 in het bezit van het Europees record op de 1500 m, tot Mo Farah het verbrak in 2013.

## Biografie

### Eerste successen
Zijn eerste internationale succes op de 1500 m behaalde Cacho in 1988, toen hij op de wereldkampioenschappen voor junioren in het Canadese Sudbury een bronzen medaille won. Hij finishte in 3.47,31 achter de Keniaan Wilfred Kirochi (goud) en de Algerijn Noureddine Morceli. Gedurende de rest van zijn sportieve loopbaan zou deze afstand tot zijn specialismen blijven behoren.
Eenmaal toegetreden tot de gelederen van de senioren boekte hij zijn eerste resultaat van enig belang in 1990, op de Europese indoorkampioenschappen in Glasgow, waar hij in 3.44,61 tweede werd op de 1500 m achter de Duitser Jens-Peter Herold, die in 3.44,39 won. Een jaar later werd hij op deze afstand tijdens de wereldindoorkampioenschappen in Sevilla opnieuw tweede, ditmaal achter Noureddine Morceli.

### Olympisch kampioen
Het grootste succes van zijn atletiekcarrière behaalde Fermín Cacho in 1992. Hoewel hij op de Olympische Spelen van Barcelona niet tot de kandidaten voor het goud werd gerekend, wist hij zich in de finale van de 1500 m, die in een erg traag tempo verliep, zodanig te positioneren, dat hij in de eindsprint de Marokkaan Rachid El Basir (zilver) en de Qatarees Mohammed Sulaiman (brons) te snel af. Na de laatste ronde in een onwaarschijnlijk snelle 50,6 s te hebben afgelegd, stormde hij in 3.40,12 over de finish en veroverde hij de gouden medaille.

### Europese titel en olympisch zilver
In 1994 pakte hij op de Europese kampioenschappen in het Finse Helsinki de Europese titel. Hij versloeg hierbij zijn landgenoot Isaac Viciosa (zilver) en de Kroaat Branko Zorko (brons). Op de Olympische Spelen van Atlanta was Noureddine Morceli hem te snel af en moest hij, ondanks een snellere tijd dan vier jaar eerder in Barcelona (3.36,40), genoegen nemen met een tweede plaats. Het brons ging toen naar de Keniaan Stephen Kipkorir.

### Europees record
Op 13 augustus 1997 verbeterde Cacho het Europese record op de 1500 m naar 3.28,95. Op de EK van 1998 won hij brons achter zijn landgenoot Reyes Estévez (goud) en de Portugees Rui Silva (zilver).

## Titels
- Olympisch kampioen 1500 m - 1992
- Europees kampioen 1500 m - 1994
- Spaans kampioen 1500 m - 1989, 1990, 1991, 1992, 1993, 1995, 1996
- Spaans indoorkampioen 1500 m - 1990, 1991, 1995

## Persoonlijke records
Outdoor
| Onderdeel      | Prestatie           | Datum            | Plaats   |
| -------------- | ------------------- | ---------------- | -------- |
| 800 m          | 1.45,37             | 8 september 1991 | Albacete |
| 1000 m         | 2.16,13 (NR)        | 6 september 1993 | Andújar  |
| 1500 m         | 3.28,95 (ex-AR; NR) | 13 augustus 1997 | Zürich   |
| 1 Eng. mijl    | 3.49,56             | 5 juli 1996      | Oslo     |
| 2000 m         | 5.02,68             | 21 mei 1997      |          |
| 3000 m         | 7.37,02             | 28 mei 1999      | Sevilla  |
| 5000 m         | 13.46,65            | 8 juni 2002      | Sevilla  |
| halve marathon | 1:33.21             | 18 januari 2004  | Terrassa |

Indoor
| Onderdeel | Prestatie    | Datum            | Plaats    |
| --------- | ------------ | ---------------- | --------- |
| 1000 m    | 2.20,18 (NR) | 14 februari 1992 | Madrid    |
| 1500 m    | 3.35,29      | 28 februari 1991 | Sevilla   |
| 3000 m    | 7.36,61      | 4 februari 1996  | Stuttgart |

## Palmares

### 1500 m
- 1988:  WK U20 - 3.47,31
- 1998:  EK - 3.42,43
- 1989:  Spaanse kamp. - 3.36,23
- 1990:  Spaanse indoorkamp. - 3.44,06
- 1990:  EK indoor - 3.44,61
- 1990:  Spaanse kamp. - 3.37,04
- 1991:  Spaanse indoorkamp. - 3.48,10
- 1991:  WK indoor - 3.42,68
- 1991:  Spaanse kamp. - 3.34,52
- 1992:  Spaanse kamp. - 3.49,0
- 1992:  OS - 3.40,12
- 1992: 4e Wereldbeker - 3.42,78
- 1993:  Middellandse Zeespelen - 3.32,43
- 1993:  Spaanse kamp. - 3.46,24
- 1993:  WK - 3.35,56
- 1993:  Europacup A - 3.38,09
- 1994:  E - 3.35,27
- 1994:  Europacup B - 3.40,82
- 1995:  Spaanse indoorkamp. - 3.57,64
- 1995: 6e WK indoor - 3.45,46
- 1995:  Europacup A - 3.44,20
- 1995:  Spaanse kamp. - 3.43,70
- 1995: 8e WK - 3.37,02
- 1996:  Spaanse kamp. - 3.52,43
- 1996:  OS - 3.36,40
- 1996:  Europacup A - 3.40,24
- 1997:  WK - 3.36,63
- 1997:  Europacup A - 3.37,79
- 1998:  EK - 3.42,13
- 1999: 4e WK - 3.31,34

### 3000 m
- 1996: 5e Adriaan Paulen Memorial - 7.47,65
- 1997:  Gran Premio Diputación - 7.45,97
- 1999:  Europacup B in Athene - 7.46,77
- 1999:  Gran Premio Diputación de Sevilla - 7.37,02

### overige
- 1995:  San Silvestre Vallecana (9 km) - 25.56
- 1996:  San Silvestro Vallecana (9 km) - 26.00

### veldlopen
- 1987: 47e WK junioren - 23.58
- 1988: 15e WK junioren - 25.09

1896: Teddy Flack ·
1900: Charles Bennett ·
1904: Jim Lightbody ·
1908: Mel Sheppard ·
1912: Arnold Jackson ·
1920: Albert Hill ·
1924: Paavo Nurmi ·
1928: Harri Larva ·
1932: Luigi Beccali ·
1936: Jack Lovelock ·
1948: Henry Eriksson ·
1952: Josy Barthel ·
1956: Ron Delany ·
1960: Herb Elliott ·
1964: Peter Snell ·
1968: Kipchoge Keino ·
1972: Pekka Vasala ·
1976: John Walker ·
1980: Sebastian Coe ·
1984: Sebastian Coe ·
1988: Peter Rono ·
1992: Fermín Cacho ·
1996: Noureddine Morceli ·
2000: Noah Ngeny ·
2004: Hicham El Guerrouj ·
2008: Asbel Kiprop ·
2012: Taoufik Makhloufi ·
2016: Matthew Centrowitz ·
2020: Jakob Ingebrigtsen ·
2024: Cole Hocker
- Bibliothèque nationale de France: cb14043424c (data)
- World Athletics: 14167006
- International Standard Name Identifier: 0000 0000 1082 1364
- Virtual International Authority File: 5133501